# The Rolling Stones 3rd British Tour 1964
The Rolling Stones 3rd British Tour 1964 es una serie de conciertos musicales que realizó la banda por Inglaterra, incluyendo conciertos hechos en los Países Bajos. Los shows comenzaron el 1 de agosto y finalizaron el 22 de agosto de 1964.

## Miembros de la banda
- Mick Jagger voz, armónica
- Keith Richards guitarra
- Brian Jones guitarra
- Bill Wyman bajo
- Charlie Watts percusión

## Fechas de la gira
- 01/08/1964  Longleat House, Belfast
- 03/08/1964  Longleat House, Belfast
- 07/08/1964  Richmond Athletic Ground, Londres
- 08/08/1964  Kurhaus, Kurzaal, Scheveningen
- 09/08/1964  Belle Vue, New Elizabethan Ballroom, Manchester
- 10/08/1964  Tower Ballroom, Brighton
- 13/08/1964  Palace Ballroom, Douglas
- 18/08/1964  New Theatre Ballroom, Saint Peter Port
- 19/08/1964  New Theatre Ballroom, Saint Peter Port
- 20/08/1964  New Theatre Ballroom, Saint Peter Port
- 21/08/1964  Springfield Hall, Saint Helier
- 22/08/1964  Springfield Hall, Saint Helier

- Datos: Q11704426